# Драгомир Иконић
Драгомир Иконић (Чачак, 5.октобар 1883 - Београд, 16. март 1957 ) био је српски професор, публициста, народни посланик и министар у Влади Краљевине Југославије, власник и уредник листа „La Patrie Serbe” који је излазио у Француској од 1916. до 1918. године.

## Биографија
Драгомир Иконић је рођен 5. октобра 1883. године у Чачку у сиромашној породици абаџије Димитрија и кројачице Кристине. Живео је у чачанској Циганмали.

## Образовање и рад
Драгомир Иконић основну школу и Гимназију завршава у Чачку, а потом школовање наставља у Јагодини као ђак прве генерације Мушке учитељске школе. Након завршене учитељске школе, ради као учитељ у Миланџи код Ивањице и Лазаревцу. У Ивањици се жени Даринком Томашевић, ћерком богатог трговца и тако себи обезбеђује наставак школовања на универзитету у Цириху. Завршава студије педагогије и психологије. Крајем 1913. године брани докторску дисертацију.
За време Првог светског рата Иконић у Француској издаје и уређује часопис „La Patrie Serbe“. По окончању рата, враћа се у Србију и у Београду ради на месту референта за наставу у Министарству просвете, а затим постаје професор Треће београдске гимназије. Ипак, љубав према новинарству и политици биће његово коначно опредељење. Драгомир Иконић прећи ће пут од грађанске левице до профашистичке деснице и као министар у влади Цветковић - Мачек 1941. године завршиће своју политичку каријеру - преузео је ресор социјалне политике и народног здравља 24. марта 1941, након што је Срђан Будисављевић поднео оставку због неслагања приступању Тројном пакту. После рата, на иницијативу Јаше Продановића ослобођен је кривице.
Драгомир Иконић био је сарадник у педагошком часопису „Наша школа“, као и у политичким листовима „Одјек“ и „Република“. Почетком 1920-тих, „Република“ је донела неколико чланака о министру Велизару Јанковићу, због чега је овај поднео тужбу. Суд је у фебруару 1924. ослободио Иконића по већини тачака, али га је за једно дело клевете осудио на месец дана затвора – за ову и раније осуде због штампарских кривица је спроведен у пожаревачки завод. Следећег августа је био међу политичким осуђеницима који су условно пуштени. За издавачко предузеће „Геца Кон“ радио је преводе са француског, енглеског и немачког језика. Већина његових објављених превода је са енглеског језика у едицији „Библиотека јавног права“. Са француског језика превео је књиге „Основе социологије“ Жоржа Паланта (1925) и „Дипломатску историју Европе“ Антоана Дебидура (1933).
Драгомир Иконић умро је 16. марта 1957. године у Београду.